# Jordi Hereu i Boher
Jordi Hereu i Boher (Barcelona, 14 de juny de 1965) és un polític català, actual Ministre d'Indústria del govern espanyol des de novembre de 2023. Va ser alcalde de Barcelona entre 2006 i juny de 2011 i posteriorment es va dedicar al sector privat.

## Biografia
Hereu és casat i té dos fills. Llicenciat en Administració i Direcció d'Empreses i MBA per ESADE. Va ser membre de les associacions d'estudiants AIESEC i Empresa Joventut entre 1986 i 1988. El 1991 s'incorporà com a responsable de màrqueting a Port 2000, preparant el grup que a partir de 1992 constituí l'empresa Centre Intermodal de Logística S.A. (CILSA), promotora de la Zona d'Activitats Logístiques del Port de Barcelona.

### Ajuntament de Barcelona
El 1997 es va incorporar a l'Ajuntament de Barcelona com a gerent del districte de les Corts, responsabilitat que va exercir fins al juny de 1999, quan fou designat regidor de les Corts per al mandat municipal 1999-2003. Posteriorment, ha estat regidor del districte de Sant Andreu i regidor de Seguretat i Mobilitat, fins al mes d'abril de 2006. Des d'aquest càrrec va haver de fer front a les crítiques pels moviments socials com a responsable del cos d'antiavalots de la Guàrdia Urbana (UPAS). La implantació de l'àrea verda d'aparcament s'ha fet sota la seva supervisió. Aquesta iniciativa ha permès implantar a Barcelona el servei de lloguer de bicicletes anomenat Bicing. Fou viceprimer secretari de la Comissió Executiva i d'Acció Electoral a la federació del PSC a Barcelona.
El 29 d'agost de 2006 va ser designat com a successor de Joan Clos al capdavant de l'alcaldia de Barcelona, de la qual va prendre possessió el 8 de setembre del mateix any. Com a cap de llista del PSC, va guanyar les eleccions municipals del 27 de maig de 2007 i va ser reelegit com a alcalde de la ciutat. El 2010 va dur a terme una consulta popular sobre la unió del tramvia de Barcelona que va acabar perdent. L'any 2011, i després d'un procés de primàries per encapçalar la candidatura socialista en què va obtenir més vots que Montserrat Tura i Camafreita, va liderar de nou la candidatura del PSC, però no va revalidar el mandat com a alcalde, sent nomenat Xavier Trias.

### Sector privat
El 2012 va deixar la primera línia política per dedicar-se plenament al sector privat. És cofundador de Fledge Barcelona i president de Barcelona Plataforma Empresarial i IdenCity. És signant fundacional del Manifest de Barcelona, que des del 2018 va fer de Barcelona la primera ciutat del món amb una diplomàcia científica i tecnològica. Es va centrar en la consultoria i el finançament d'empreses emergents, treballant des de Barcelona Plataforma Empresarial i com a consultor per Barcelona Centre Logístic BCL. També ha sigut patró de la Plataforma Fòrum Ambiental Barcelona.

### Ministeri d'Indústria
El novembre de 2023, fou nomenat Ministre d'Indústria del govern espanyol per Pedro Sánchez, substituint Héctor Gómez Hernández en el càrrec. En aquell moment, era president d'Hispasat, nomenat el 2020.